# フリードリヒ・フランツ2世 (メクレンブルク＝シュヴェリーン大公)
フリードリヒ・フランツ2世（Friedrich Franz II., 1823年2月28日 - 1883年4月15日）は、メクレンブルク＝シュヴェリーン大公国の大公（在位：1842年 - 1883年）。メクレンブルク＝シュヴェリーン大公パウル・フリードリヒの長男。

## 生涯
1823年2月28日、パウル・フリードリヒ（当時世子）とその妃であったプロイセン王フリードリヒ・ヴィルヘルム3世の王女アレクサンドリーネ（1803年 - 1892年）の間に第一子としてルートヴィヒスルスト（メクレンブルク＝フォアポンメルン州ルートヴィヒスルスト郡）で生まれた。はじめは曾祖父のフリードリヒ・フランツ1世の宮廷で育てられた。1837年に父が大公位を嗣ぐと、彼は初めドレスデンで、ついでボンで学んだ。オランダ・イタリア旅行中の1842年に父が倒れたため急遽帰国し、3月7日の父の死去により大公位に即いた。
フリードリヒ・フランツ2世は1883年4月15日にシュヴェリーンで死去し、長男のフリードリヒ・フランツ3世が大公位を嗣いだ。

## 結婚と子女
フリードリヒ・フランツ2世は生涯に3度結婚している。最初の妃であるロイス＝ケストリッツ侯子ハインリヒ63世の娘アウグステ（1822年 - 1862年）と1849年11月3日にルートヴィヒスルストで結婚し、以下の5男1女をもうけた。
- フリードリヒ・フランツ・パウル・ニコラウス・エルンスト・ハインリヒ（1851年 - 1897年） - メクレンブルク＝シュヴェリーン大公
- パウル・フリードリヒ・ヴィルヘルム・ハインリヒ（1852年 - 1923年）
- マリー・アレクサンドリーネ・エリーザベト・エレオノーレ（1854年 - 1920年） - ロシア大公ウラジーミル（アレクサンドル2世三男）妃
- ニコラウス・アレクサンダー・フリードリヒ・ハインリヒ（1855年 - 1856年）
- ヨハン・アルブレヒト・エルンスト・コンスタンティン・フリードリヒ・ハインリヒ（1857年 - 1920年） - メクレンブルク＝シュヴェリーン大公国摂政・ブラウンシュヴァイク公国摂政
- アレクサンダー・テオドール・ゲオルク・フリードリヒ・ハインリヒ（1859年）

アウグステと死別した後の1864年7月4日、フリードリヒ・フランツ2世はヘッセン大公子カールの娘アンナ（1843年 - 1865年）とダルムシュタットで結婚した。彼女との間には以下の一女をもうけた。
- アンネ・エリーザベト・アウグステ・アレクサンドリーネ（1865年 - 1882年）

アンネと死別すると、フリードリヒ・フランツ2世は1868年7月4日にルードルシュタット（テューリンゲン州ザールフェルト＝ルードルシュタット郡）でシュヴァルツブルク＝ルードルシュタット侯子アドルフの娘マリー（1850年 - 1922年）と結婚した。最後の妃であった彼女との間には以下の三男一女をもうけた。
- エリーザベト・アレクサンドリーネ・マティルデ・アウグステ（1869年 - 1955年） - オルデンブルク大公フリードリヒ・アウグスト妃
- フリードリヒ・ヴィルヘルム・アドルフ・ギュンター（1871年 - 1897年）
- アドルフ・フリードリヒ・アルブレヒト・ハインリヒ（1873年 - 1969年） - ドイツオリンピック委員会初代会長
- ハインリヒ・ヴラディーミル・アルブレヒト・エルンスト（1876年 - 1934年） - オランダ女王ウィルヘルミナ配